# Karl Sinn
Karl Friedrich Sinn (* 10. August 1890 in Huzenbach; † 6. Juni 1961 in Schorndorf) war ein deutscher Verwaltungsbeamter.

## Leben
Der protestantische Lehrersohn war während seines Jurastudiums an der Eberhard Karls Universität Tübingen Mitglied der einflussreichen Studentenverbindung Lichtenstein und trat 1921 in die württembergische Innenverwaltung ein. Er war ab 1926 Polizeidirektor in Reutlingen und trat 1933/34 der NSDAP bei. Der Polizeidirektor wurde im Februar 1934, mit ausdrücklicher Zustimmung des Reichsstatthalters Wilhelm Murr, aufgrund von politischen Querelen in Reutlingen zum Oberamtmann des Oberamts Balingen berufen. 1938 bis 1939 war er Landrat in Balingen. 1939 bis 1945 war er Landrat in Waiblingen, 1942 bis 1943 war er auch Amtsverweser im Landratsamt Backnang. Nach dem Krieg war er bis 1955 Ministerialdirektor im baden-württembergischen Landwirtschaftsministerium.